# Twiningia pellucidus
Twiningia pellucidus är en insektsart som beskrevs av Ball 1909. Twiningia pellucidus ingår i släktet Twiningia och familjen dvärgstritar. Inga underarter finns listade i Catalogue of Life.